# 中村コウ
中村　コウ（なかむら　こう、1920年 - ）は、陸上競技選手。1936年ベルリンオリンピック陸上女子円盤投代表。元円盤投日本選手権覇者。日本投擲界でオリンピックに初めて入賞を果たした名選手として知られる。

## 来歴
北海道釧路市出身。釧路市第三高等小学校、北海高等女学校の学生時代に1936年ベルリンオリンピック日本代表に選ばれる。
1935年、日本選手権で、35ｍ90をマークして優勝、日本一になった。
1936年5月23日・24日のベルリンオリンピック参加の為の最終予選会で37m80を投げて優勝。２位の峰島秀と共にオリンピック出場。8月4日の女子円盤投で4位。  力投シーンは、記録映画『民族の祭典』に登場する。
ベルリンオリンピックの時点でまだ15-16歳と若かったため、1940年東京オリンピックの金メダル候補として期待されたが、日支事変の影響などで日本政府が開催権を返上、大会は開かれずに幻に終わった。
1939年1月にはオリンピック開催を信じて、峰島や山内リエらとともに台湾で12日間の強化合宿に参加した。